# Jasenianský potok
Jasenianský potok, Jaseniansky potok lub Jasenský potok – potok będący dopływem Hronu na Słowacji. Ma źródła pod szczytami Košarisko, Skalka i Veľká hoľa w Niżnych Tatrach. Spływa dnem Doliny Jaseniańskiej, początkowo w kierunku południowo-wschodnim, a od polanki Kyslá w kierunku południowym. Po opuszczeniu Niżnych Tatr wypływa na Lopejską Kotlinę w Dolinie Górnego Hronu. W obrębie miejscowości Predajná na wysokości około 430 m uchodzi do Hronu jako jego prawy dopływ.
Jaseniansky potok ma długość 11 km. Główne dopływy:  Čremošný potok, potok z Čierneho dielu, Suchý potok, Prostredný potok, Haliar, Lomnistá.